# Zarieczje (rejon chomutowski)
Zarieczje (ros. Заречье) – osiedle typu wiejskiego w zachodniej Rosji, w sielsowiecie romanowskim rejonu chomutowskiego w obwodzie kurskim.

## Geografia
Miejscowość położona jest nad ruczajem Romanowskij,  0,5 km od centrum administracyjnego sielsowietu romanowskiego (Romanowo), 7 km od centrum administracyjnego rejonu (Chomutowka), 110 km od Kurska.
W granicach miejscowości znajduje się ulica Polewaja (11 posesji).

## Demografia
W 2010 r. miejscowość zamieszkiwało 11 osób.